# Соляний ставок

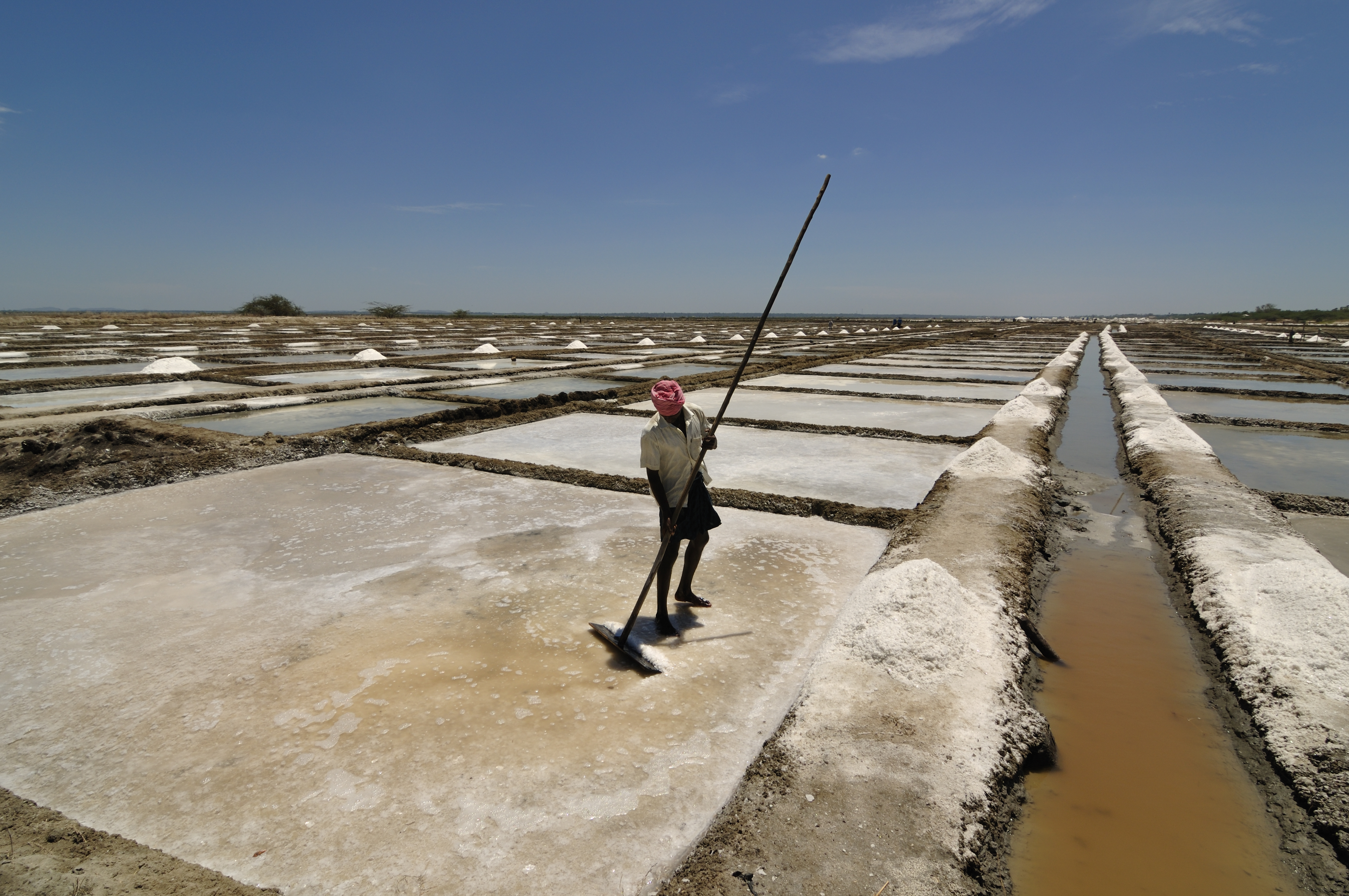
Робітник на ставках для виробництва солі з морської води шляхом природного випаровування, місто Маракканам, штат Таміл Наду, Індія

Соляний ставок (ставок для випарювання солі, солеварня) — неглибокі штучні водойми призначені для виготовлення солі з морської води або ропи. Морська вода або ропа подається в неглибокі, але значні за площею поверхні ставки, вода випаровується природним чином під дією сонця і вітру, а на дні ставка залишається сіль. Ставки зазвичай відокремлені один від одного дамбами. Цей спосіб отримання солі стає рентабельним лише у випадку великої кількості ставків. Соляні ставки також забезпечують відпочинок і харчування для багатьох видів водоплавних птахів, які можуть включати зникаючі види.